# ガッシーノ・トリネーゼ
ガッシーノ・トリネーゼ（伊: Gassino Torinese）は、イタリア共和国ピエモンテ州トリノ県にある、人口約9,500人の基礎自治体（コムーネ）。

## 地理

### 位置・広がり

#### 隣接コムーネ
隣接するコムーネは以下の通り。
- カスティリオーネ・トリネーゼ
- モンタルド・トリネーゼ
- パヴァローロ
- リヴァルバ
- サン・ラッファエーレ・チメーナ
- ショルツェ
- セッティモ・トリネーゼ

## 行政

### 分離集落
ガッシーノ・トリネーゼには、以下の分離集落（フラツィオーネ）がある。
- Bardassano, Bussolino, La Rezza di Bardassano, Pedaggio, Ranch, Ternenga, Variglia